# José Tavares Guerra
José Tavares Guerra (cidade do Rio de Janeiro, 1861 — Petrópolis, 1907) foi um financista brasileiro. Participou da primeira junta administrativa de Petrópolis. Sua residência, a Casa da Ipiranga, é atualmente uma atração turística da cidade.

## Biografia
Era o filho mais moço do Comendador Luiz Tavares Guerra, próspero exportador de café. Seu padrinho de batismo foi Irineu Evangelista de Souza o Barão de Mauá. Por sugestão do Barão, José foi enviado aos 13 anos de idade à Inglaterra para ingressar no Lord College em Londres. Formou-se em finanças e retornou ao Brasil dez anos após, quando idealiza o projeto daquela que seria sua mansão na avenida Ipiranga (na época Rua Joinville) em estilo vitoriano com uma fachada assimétrica, sendo por isso também conhecida como Casa dos Sete Erros. A casa construída pelo engenheiro alemão Karl Spangenberger, foi erguida entre 1879 e 1884. Nas obras foi utilizada mão-de-obra de imigrantes alemães em lugar da escrava. Foi ainda a primeira residência em Petrópolis a empregar luz elétrica em 1896. 
A casa está entre as cinco mansões particulares do séc. XIX preservadas em estado original no Brasil. Seu jardim, o único atualmente no Brasil que ainda possui traçado original criado pelo francês Auguste François Marie Glaziou, botânico e paisagista da Casa Imperial brasileira, autor dos jardins da Quinta da Boa Vista no Rio de Janeiro, entre outras obras.